# Cittadella (Palmi)
Il rione Cittadella (Citateddhra in dialetto palmese) è il più antico quartiere di Palmi e corrisponde, grossomodo, alla parte della città che dal XVI secolo al XIX secolo era cinta di mura.

## Storia
La nascita del rione Cittadella coincide con la nascita di Palmi. Difatti, per tradizione, il villaggio che diede vita alla città venne edificato dai marinai di Tauriana che scapparono alla distruzione di quest'ultima, nel 951, nella zona corrispondente all'attuale Cittadella. La nuova contrada venne chiamata De Palmis.

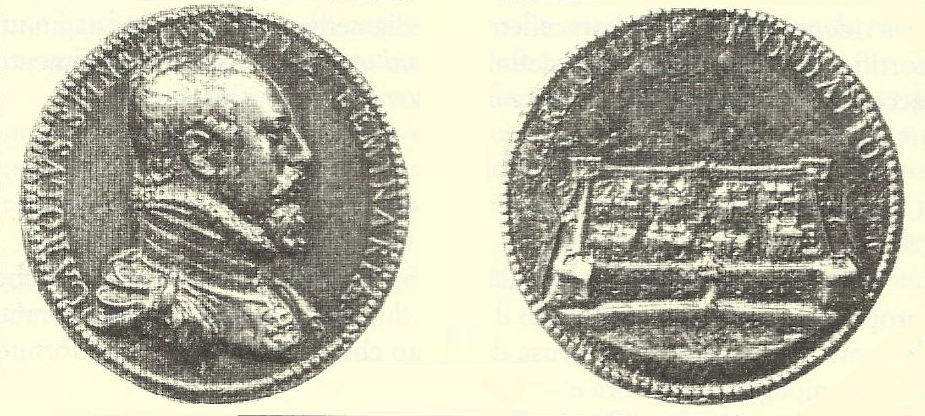
La medaglia di fondazione di Carlopoli, nella quale è evidenziata la nuova Cittadella.

Il toponimo Cittadella nacque però con la riedificazione e fortificazione della città di Palmi, nel 1549, avvenuta in seguito alla distruzione della stessa per mano del corsaro turco Dragut. Infatti, nel rinascimento, veniva definita "cittadella" una fortificazione a difesa della città.
Dopo tale ricostruzione compare anche, nella toponomastica dell'epoca, il nome di "Carlopoli" per contraddistinguere la parte di città fortificata. Questo nome fu voluto dai cittadini di Palmi quale segno di riconoscenza verso il feudatario Carlo II Spinelli che ricostruì il villaggio fortificato.
A seguito del terremoto del 1783, che devastò interamente la città di Palmi costringendo il Regno di Napoli ad una sua totale ricostruzione, il nuovo borgo della Cittadella prese il nome di "Borgo dei Marinari", ma tale appellativo oggi non è più in uso. Il piano di ricostruzione post 1783 di Palmi prevedeva la totale demolizione della Cittadella, per essere trasformata in un'area con viali e rampe. La scelta progettuale non venne mai attuata e il quartiere storico non scomparve, rimanendo «agganciato» al lato occidentale del nuovo centro cittadino.
Il quartiere riportò danni di lieve entità durante il terremoto del 1894, mentre furono notevoli quelli causati dal terremoto del 1908, a seguito dei quali la zona divenne anche sede di uno dei sedici rioni baraccati.

## Monumenti e luoghi d'interesse

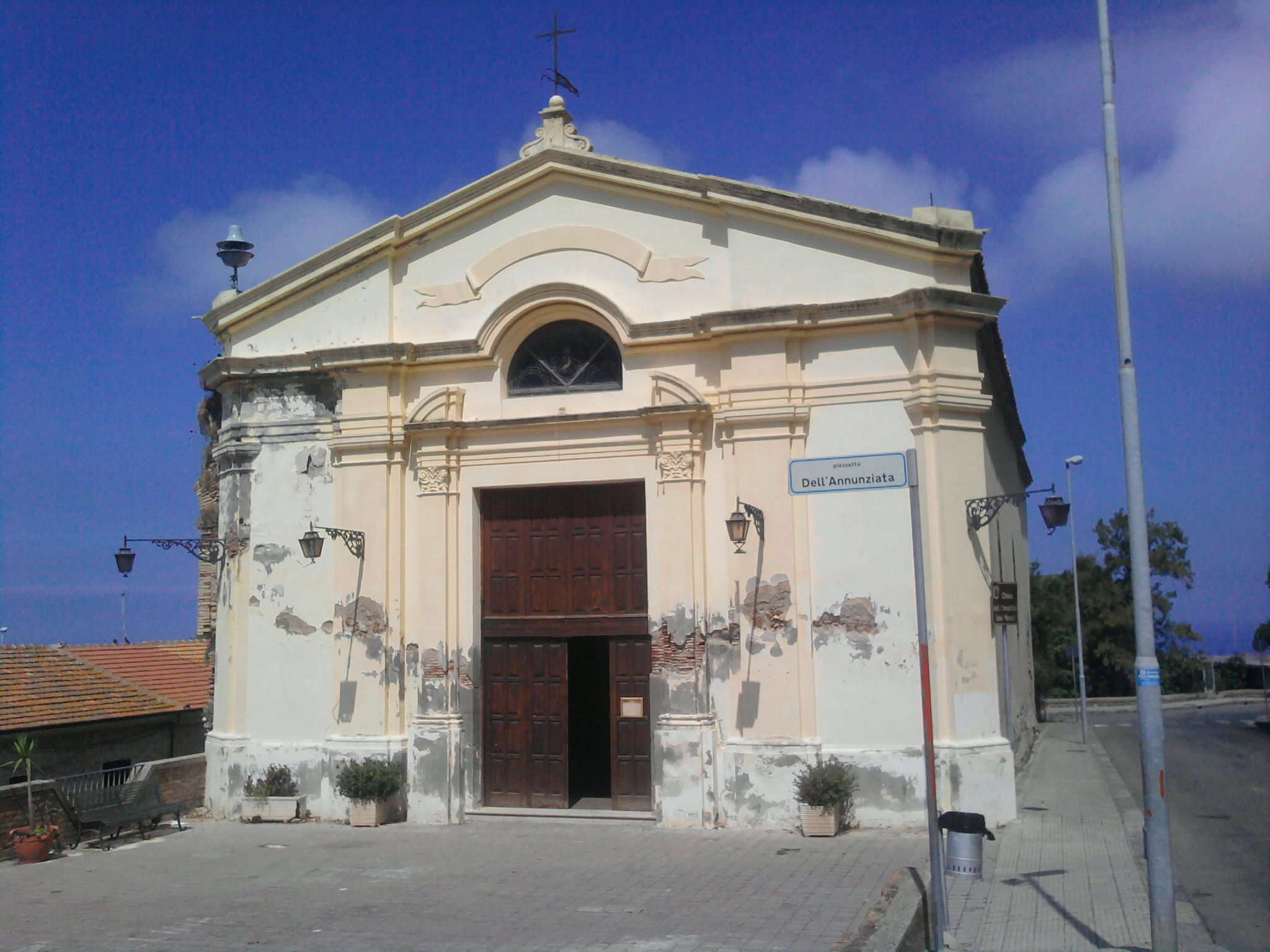
La secolare chiesa del Santissimo Crocifisso, luogo di culto del quartiere.

### Chiesa del Santissimo Crocifisso
L'unico luogo di culto del quartiere è la chiesa del Santissimo Crocifisso (XVII secolo), in stile barocco, che è anche il più antico del centro cittadino. Al suo interno è collocato, sull'altare maggiore, un Crocifisso ligneo del XVII secolo.

### Bastione della cinta muraria
L'unica architettura del quartiere, oltre alla chiesa, è il bastione nord-occidentale della cinta muraria del XVI secolo andata distrutta. Attualmente il bastione è in attesa di decreto di vincolo di tutela.

## Società

### Tradizioni e folclore
Il principale evento tradizionale del quartiere è la festa del Santissimo Crocifisso, svolta annualmente il 3 maggio.